# George Tillman Jr.
George Tillman Jr. (Milwaukee, 1969. január 26. –) amerikai filmrendező, forgatókönyvíró és producer.
Filmrendezései közé tartozik A mama főztje (1997), a Férfibecsület (2000), valamint a The Notorious B.I.G. rapper életét bemutató Notorious B.I.G. – A N.A.G.Y. rapper (2009). 2018-ban A gyűlölet, amit adtál című bűnügyi filmdráma rendezője és producere volt. 2023-ban George Foreman ökölvívó életét dolgozta fel a George Foreman bukása és tündöklése című életrajzi drámában.
A Birkanyírás (2002) című filmet és annak három folytatását szintén producerként jegyzi.

## Filmográfia

### Film
| Év   | Magyar cím                           | Eredeti cím                            | Feladatkör | Feladatkör | Feladatkör |
| Év   | Magyar cím                           | Eredeti cím                            | Rendező    | Író        | Producer   |
| ---- | ------------------------------------ | -------------------------------------- | ---------- | ---------- | ---------- |
| 1992 |                                      | Paula (rövidfilm)                      | Igen       | Igen       | Nem        |
| 1995 |                                      | Scenes for the Soul                    | Igen       | Igen       | Nem        |
| 1997 | A mama főztje                        | Soul Food                              | Igen       | Igen       | Nem        |
| 2000 | Férfibecsület                        | Men of Honor                           | Igen       | Nem        | Nem        |
| 2002 | Birkanyírás                          | Barbershop                             | Nem        | Nem        | Igen       |
| 2004 | Birkanyírás 2.                       | Barbershop 2: Back in Business         | Nem        | Nem        | Igen       |
| 2005 | Szép még lehetsz                     | Beauty Shop                            | Nem        | Nem        | Igen       |
| 2005 | Kavaró korisok                       | Roll Bounce                            | Nem        | Nem        | Igen       |
| 2008 | Végre karácsony!                     | Nothing Like the Holidays              | Nem        | Nem        | Igen       |
| 2009 | Notorious B.I.G. – A N.A.G.Y. rapper | Notorious                              | Igen       | Nem        | Nem        |
| 2010 | Rohanás                              | Faster                                 | Igen       | Nem        | Nem        |
| 2013 |                                      | The Inevitable Defeat of Mister & Pete | Igen       | Nem        | Igen       |
| 2015 | Hosszú utazás                        | The Longest Ride                       | Igen       | Nem        | Nem        |
| 2016 | Birkanyírás 3.                       | Barbershop: The Next Cut               | Nem        | Nem        | Igen       |
| 2018 | A gyűlölet, amit adtál               | The Hate U Give                        | Igen       | Nem        | Igen       |
| 2023 | George Foreman bukása és tündöklése  | Big George Foreman                     | Igen       | Igen       | Nem        |

### Televízió
| Év        | Magyar cím         | Eredeti cím                 | Feladatkör | Feladatkör      | Megjegyzések |
| Év        | Magyar cím         | Eredeti cím                 | Rendező    | Vezető producer | Megjegyzések |
| --------- | ------------------ | --------------------------- | ---------- | --------------- | ------------ |
| 2000–2003 |                    | Soul Food                   | Nem        | Igen            | 4 epizód     |
| 2005      |                    | Barbershop                  | Nem        | Igen            | 10 epizód    |
| 2006      |                    | The Brandon T. Jackson Show | Nem        | Igen            | különkiadás  |
| 2014–2016 |                    | Power                       | Igen       | Nem             | 3 epizód     |
| 2016      | Luke Cage          | Luke Cage                   | Igen       | Nem             | 1 epizód     |
| 2016–2019 | Rólunk szól        | This Is Us                  | Igen       | Nem             | 3 epizód     |
| 2020      | Életfogytig ügyvéd | For Life                    | Igen       | Igen            | 1 epizód     |
| 2023      | Sikerikrek         | The Crossover               | Nem        | Igen            | 8 epizód     |

## Fordítás
- Ez a szócikk részben vagy egészben  a   George Tillman Jr. című angol Wikipédia-szócikk ezen változatának fordításán alapul.  Az eredeti cikk szerkesztőit annak laptörténete sorolja fel. Ez a jelzés csupán a megfogalmazás eredetét és a szerzői jogokat jelzi, nem szolgál a cikkben szereplő információk forrásmegjelöléseként.